# Bò Tudanca
Bò Tudanca là một giống bò có nguồn gốc từ giống bò Cantabria, Tây Ban Nha, giống như tổ tiên hoang dã của bò, cũng là một loài bò rừng châu Âu với tình trạng tuyệt chủng ở một số khía cạnh. Giống bò này lấy tên từ làng Tudanca trong vùng thung lũng Cantabrian Nansa.
Tudanca trước đây được sử dụng ở trong khu vực Cantabria với vai trò là một loài động vật làm việc trên đồng ruộng, nhưng sau khi cơ giới hoá nông nghiệp, giống này được coi là vật nuôi và được bảo vệ, vì vậy, tương tự như các giống bò nguyên thủy khác, giống bò này phải đối mặt với tình trạng tuyệt chủng vì tiềm năng kinh tế thấp. Những nỗ lực của nhiều nhà lai tạo và chất lượng thịt tuyệt vời được công nhận gần đây đã khiến số lượng bò giống này ngừng giảm sút và chăn nuôi giống này khởi sắc trở lại. Một thống kê năm 2008 đã ước lượng có khoảng 12.991 cá thể giống bò này.
Bò giống Tudanca được sử dụng bởi Arbeitsgemeinschaft Biologischer Umweltschutz ở Soest, Đức, được nuôi trong trạng thái bán hoang dã trong các dự án chăn thả để giữ lại một cảnh quan mở và độ đa dạng sinh học của nó. Hơn nữa, Tudanca được chăn nuôi ở Hà Lan với cùng mục đích, ví dụ: ở Johannahoeve và khu bảo tồn Planken Wambuis. Stichting Taurus cũng sử dụng giống này. Ở đó, giống bò này được tích hợp trong dự án TaurOs, nhằm tạo ra một loại gia súc giống như bò rừng châu Âu về kiểu gen, kiểu hình và sinh thái càng gần càng tốt, bằng cách lai với các giống khác như Bò Sayaguesa, Bò Pajuna, bò Maremmana primitivo và các giống khác.